# 打鐵
打鐵，是台灣屏東縣新埤鄉的一個傳統地域名稱，位於該鄉西北部。相較於今日行政區，其範圍大致包括打鐵村不含東北端及西北部較大凸出部分的北部與西南部、建功村北部邊界地帶中西部一小段及西北端。
本地區境內主要聚落為打鐵、阿四寮、打鐵寮，設有大成國小。

## 歷史
台灣日治初期，打鐵地區為一街庄，稱為「打鐵庄」（舊制街庄），隸屬於港東中里。該庄昔日西北與崁頂庄為鄰，北與檨仔腳庄為鄰，東與南岸庄為鄰，南邊為建功庄，西南邊及西邊為巷仔內庄。
1901年（日治明治三十四年）11月11日，全台廢縣廳改設二十廳，該庄隸屬於阿猴廳。1904年（明治三十七年）4月15日，該庄編入「新埤頭區」，隸屬於阿猴廳。1905年（明治三十八年）4月1日，阿猴廳改稱「阿緱廳」。1909年（明治四十二年）10月25日，全台合併二十廳為十二廳，新埤頭區仍隸屬於阿緱廳。1920年（大正九年）10月1日，全台地方制度大改正，廢十二廳改設五州二廳，該庄改制為「打鐵」大字，隸屬於高雄州潮州郡新埤庄（新制街庄）。
戰後新埤庄改制為新埤鄉，隸屬於高雄縣，大字亦改制為村。1950年（民國39年）10月1日，高、屏分治，新埤鄉改隸屬於屏東縣。
相較於今日行政區，本地區的範圍大致包括打鐵村不含東北端及西北部較大凸出部分的北部與西南部、建功村北部邊界地帶中西部一小段及西北端。

## 聚落
本地區發展較早的聚落為打鐵，在日治期初期的官方地圖上已有記載。此外，本地區尚有阿四寮、打鐵寮等聚落。

## 交通
省道台1線又稱「縱貫公路」，是臺北至楓港的傳統平面幹道，經過本地區西北部。由該道路北行可前往潮州鎮、萬巒鄉西南端、竹田鄉、內埔鄉等地；南行可前往南州鄉東端、新埤鄉新埤市區、佳冬鄉、枋寮鄉等地。
縣道187乙線是萬巒至海坪的道路，經過本地區的打鐵聚落。由該道路東北行可前往潮州鎮、萬巒鄉，並止於萬巒市區的縣道187號路口；西南行可前往南州鄉暨國道3號南州交流道、東港鎮，並止於內關帝地區海坪聚落的縣道187號路口。
縣道189號是屏東機場至林邊的道路，經過本地區的打鐵寮、打鐵、阿四寮等聚落。由該道路北行可前往潮州鎮、竹田鄉、萬丹鄉、屏東市等地；南行可前往新埤鄉新埤市區、林邊鄉，並止於林邊市區的省道台17線路口。
鄉道屏112線是下寮至萬隆的道路，其西側端點（起點）位於本地區東部邊界地帶北側的縣道189號路口。

## 學校
- 大成國小